# PGA Tour of Australasia

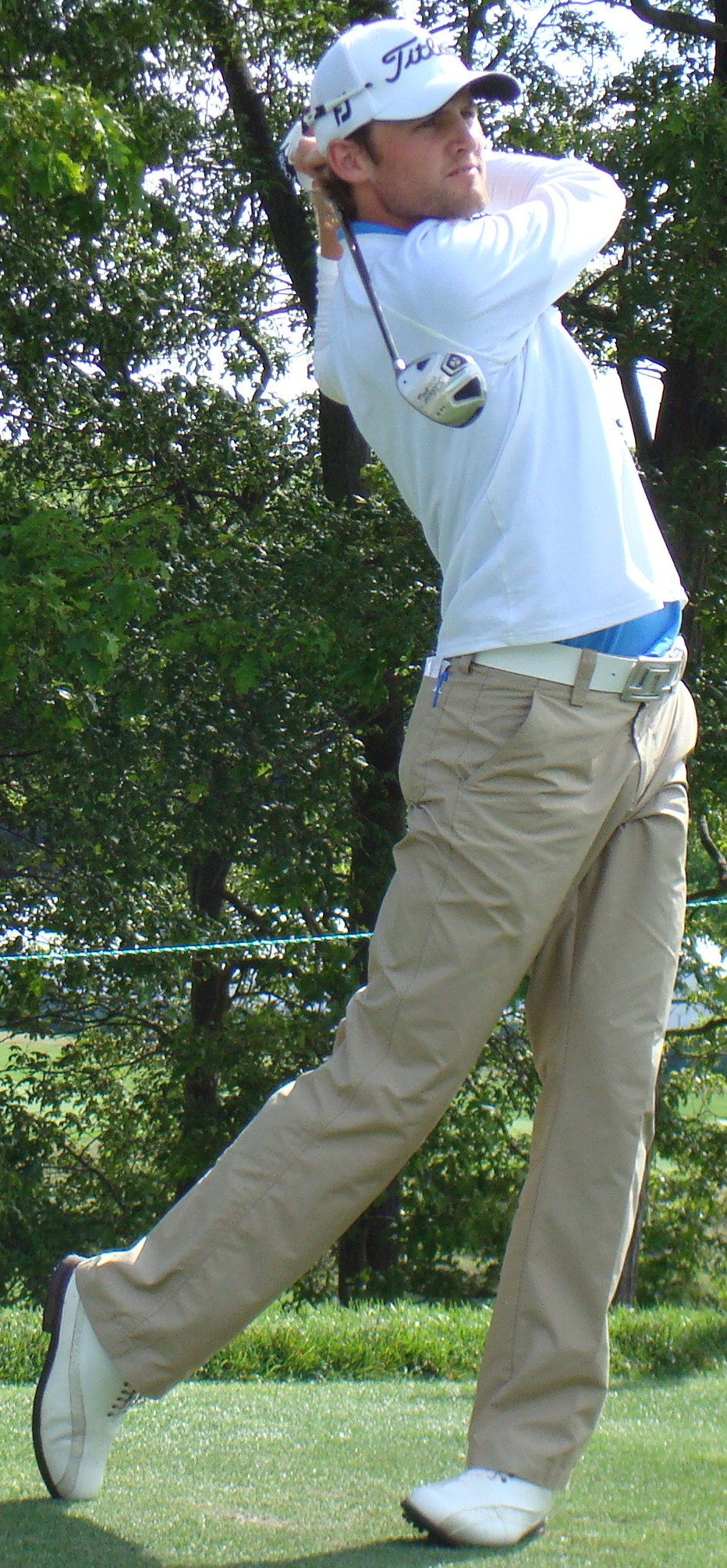
Michael Sim prend le départ lors de la ronde d'entraînement du mercredi à l'US Open 2009

Le PGA Tour of Australasia est un circuit de golf professionnel masculin. Créé en 1973 sous le nom de PGA Tour of Australia, il adopte son nom actuel en 1991 en s'ouvrant au continent asiatique.
La plupart des tournois qui composent ce circuit ont lieu en Australie, les autres tournois sont organisés en Nouvelle-Zélande, en Chine ou en Thaïlande. La majorité des participants sont de nationalité australienne, bien que le circuit soit ouvert à tous. En général les meilleurs joueurs australiens disputent le PGA Tour ou le Tour européen PGA.
Entre autres le circuit comprend notamment l'Open d'Australie.

## Ordre du Mérite
| Année                 | Vainqueur             | Nationalité           |
| PGA Tour of Australia | PGA Tour of Australia | PGA Tour of Australia |
| --------------------- | --------------------- | --------------------- |
| 2016                  | Matthew Griffin       | Australie             |
| 2015                  | Nathan Holman         | Australie             |
| 2014                  | Greg Chalmers         | Australie             |
| 2013                  | Adam Scott            | Australie             |
| 2012                  | Peter Senior          | Australie             |
| 2011                  | Greg Chalmers         | Australie             |
| 2010                  | Geoff Ogilvy          | Australie             |
| 2009                  | Michael Sim           | Australie             |
| 2008                  | Mark Brown            | Australie             |
| 2007                  | Craig Parry           | Australie             |
| 2006                  | Nick O'Hern           | Australie             |
| 2005                  | Adam Scott            | Australie             |
| 2004                  | Richard Green         | Australie             |
| 2003                  | Peter Lonard          | Australie             |
| 2002                  | Craig Parry           | Australie             |
| 2000/01               | Aaron Baddeley        | Australie             |
| 1999/00               | Michael Campbell      | Nouvelle-Zélande      |
| 1998/99               | Jarrod Moseley        | Australie             |
| 1997/98               | Andrew Coltart        | Écosse                |
| 1996/97               | Peter Lonard          | Australie             |
| 1995                  | Craig Parry           | Australie             |
| 1994                  | Robert Allenby        | Australie             |
| 1993                  | Peter Senior          | Australie             |
| 1992                  | Robert Allenby        | Australie             |
| 1991                  | Rodger Davis          | Australie             |
| PGA Tour of Australia |                       |                       |
| 1990                  | Rodger Davis          | Australie             |
| 1989                  | Peter Senior          | Australie             |
| 1988                  | Greg Norman           | Australie             |
| 1987                  | Peter Senior          | Australie             |
| 1986                  | Greg Norman           | Australie             |
| 1985                  | Ossie Moore           | Australie             |
| 1984                  | Greg Norman           | Australie             |
| 1983                  | Greg Norman           | Australie             |
| 1982                  | Bob Shearer           | Australie             |
| 1981                  | Bob Shearer           | Australie             |
| 1980                  | Greg Norman           | Australie             |
| 1979                  | Jack Newton           | Australie             |
| 1978                  | Greg Norman           | Australie             |
| 1977                  | Bob Shearer           | Australie             |
| 1976                  | Mark Lye              | États-Unis            |
| 1975                  | Bill Dunk             | Australie             |
| 1974                  | Bob Shearer           | Australie             |
| 1973                  | Stewart Ginn          | Australie             |